# Alja Rachmanova
Alja Rachmanova (in russo А́ля Рахма́нова?), pseudonimo di Galina Alexandra von Hoyer (Галина Александра фон Хойер), nata Galina Nikolaevna Djuragina (Галина Николаевна Дюрягина), (Kasli, 27 giugno 1898 – Ettenhausen, 11 febbraio 1991) è stata una scrittrice e psicologa russa, nota per i suoi diari che descrivono la sua infanzia, gli studi e il matrimonio durante la rivoluzione russa e la vita da rifugiata a Vienna. Poiché la maggior parte delle sue opere, scritte sotto il nome di Aleksandra o Alja Rachmanova. fu pubblicata per la prima volta in tedesco, tradotta da suo marito Arnulf von Hoyer dai suoi manoscritti in russo, scelse un'ortografia tedesca per il suo pseudonimo.

## Biografia

### In Russia
Galina Djuragina nacque, prima di tre figlie, nella famiglia di un funzionario della ferrovie nella città di Kasli vicino a Ekaterinburg, negli Urali. Nel 1916 si iscrisse alla facoltà di filologia dell'università di Perm'; portò a termine i suoi studi a Irkutsk nel periodo della guerra civile.
Il suo libro autobiografico Segreti dei tatari e degli idoli, pubblicato nel 1932, descrive la sua infanzia relativamente spensierata in una casa ricca, a contatto con lo stile di vita arcaico dei tartari; descrive anche escursioni, esperienze avventurose e la profezia di un eremita che era importante per lei: "Sarai molto felice, signorina, ma avrai anche molta sfortuna e dolore". Galina Djuragina ha sempre visto la tenuta dei suoi diari, da cui sono state tratte molte delle sue opere, come una "necessità indispensabile della vita".
Studenti, amore, Cheka e morte fu pubblicato nel 1931 come primo volume della trilogia I miei diari russi. Affronta gli eventi in Russia poco prima e dopo la Rivoluzione d'Ottobre dal punto di vista della sua famiglia. Quella che inizia come una descrizione degli stati emotivi di una ragazza si sviluppa presto in uno scenario drammatico. Lo zar è rovesciato, i bolscevichi sono al potere, uno starets da eremita è impalato in pubblico come "prova" che Dio non esiste, sparatorie, perquisizioni domiciliari, arresti, saccheggi, malattie, paura e terrore sono all'ordine del giorno a causa del Terrore Rosso. "Non possiamo più immaginare che si possa dormire svestiti, parlare sottovoce, vivere anche solo per un minuto senza paura di essere colpiti", confida la studentessa nel suo diario, che difficilmente osa più tirare fuori dal nascondiglio. La sua città natale viene conquistata dall'Armata Bianca, c'è una temporanea distensione, ma poi si avvicina l'Armata Rossa, la famiglia fugge su un treno di carri bestiame verso Irkutsk, dove Galina Djuragina inizia a studiare psicologia.
Galina Djuragina si innamorò di un prigioniero di guerra austriaco che, per amore di lei, rimase nella Russia sovietica, scossa dalla guerra civile. Cinque mesi dopo si sposarono a Omsk, dove la famiglia si era dovuta trasferire, e vissero lì in un carro allo scalo merci. Nel 1922, il loro figlio Jurka nacque in una "casa da parto" sovietica in difficili condizioni infermieristiche e igieniche. I primi anni del suo matrimonio con Arnulf von Hoyer, originario di Chernivtsi e cresciuto a Salisburgo, furono oscurati dalla fame, dal freddo e dalla paura della liquidazione da parte della Ceka, che fu nazionalizzata nella GPU nel 1922. Il matrimonio divenne un'"isola di felicità" che doveva essere strappata quotidianamente all'economia post-rivoluzionaria della scarsità. Sulla via del ritorno da Omsk, incontrarono interi treni pieni di persone apaticamente affamate. Quando arrivarono nella loro città natale, l'ex cameriera aveva affittato tutte le stanze della sua casa e non le fu permesso di restituirne loro nessuna per ordine dei comunisti. Arnulf von Hoyer (che nel libro viene chiamato Otmar) trovò lavoro come docente di inglese, Galina Djuragina tenne lezioni di psicologia infantile e letteratura per l'infanzia. Nel 1925, la famiglia di tre persone fu espulsa dall'Unione Sovietica senza fornire motivazioni. Si rifugiarono in Europa Occidentale. Inizialmente si stabilirono nella periferia di Vienna; successivamente, nel 1927, Arnulf ricevette la proposta di occupare un posto come docente presso l'Università di Salisburgo, dove si trasferirono ben presto.

### Esilio in Austria

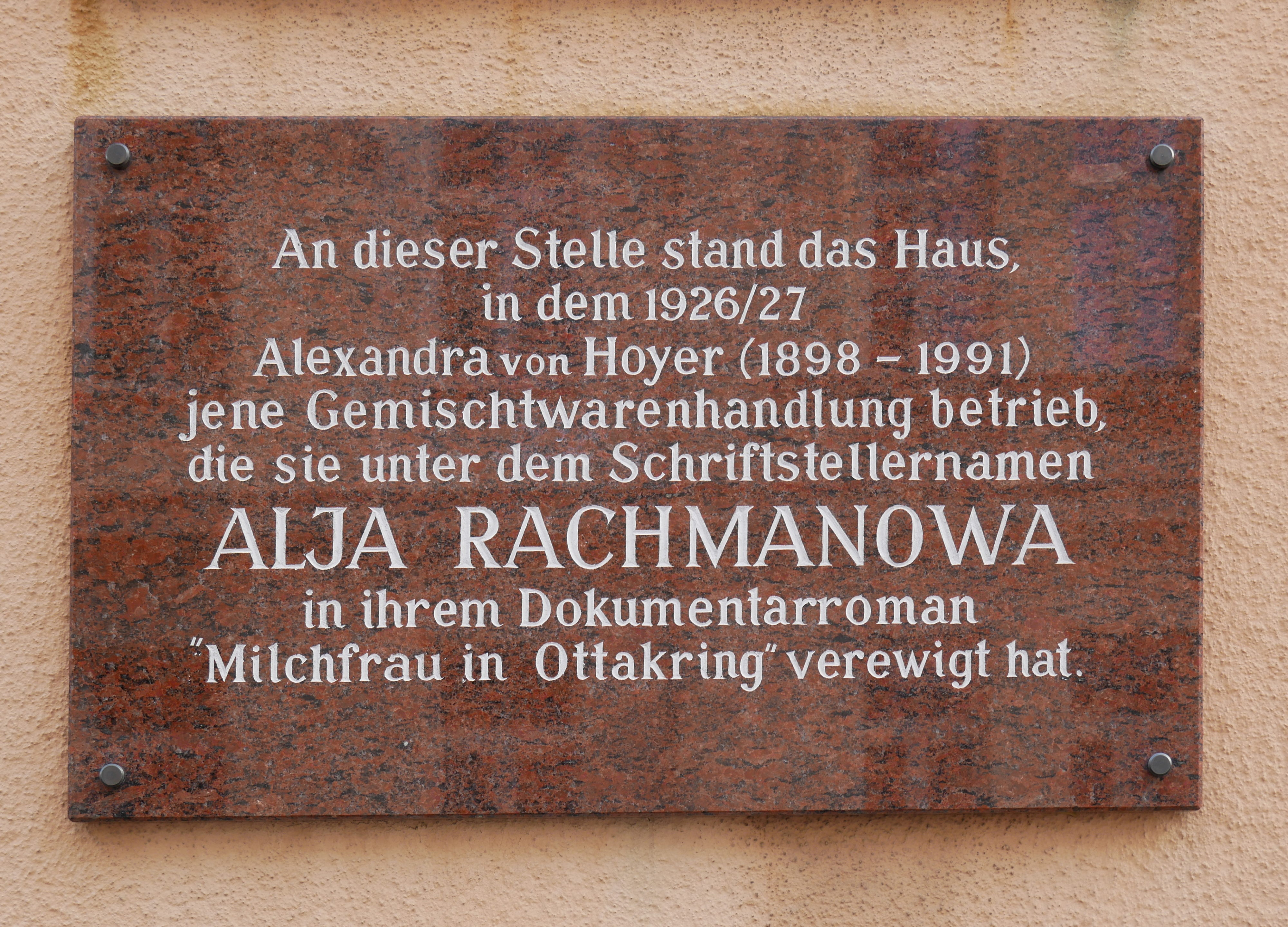
Targa commemorativa presso la sede della Greißlerei in Hildebrandgasse

La famiglia cercò di prendere piede a Vienna, che era afflitta da disoccupazione e stenti. Galina Djuragina offrì a una redazione una storia della vita russa, ma fu rifiutata. La famiglia decise di gestire un negozio di alimentari e visse in una piccola stanza dietro il negozio nel quartiere Währing di Vienna. Mentre Arnulf von Hoyer doveva recuperare gli esami che aveva sostenuto all'università in Russia e che non erano riconosciuti in Austria, Galina Djuragina si occupò del sostentamento della famiglia come lattaia per un anno e mezzo. Galina, che all'inizio parlava solo un tedesco stentato, usava ogni minuto libero per scrivere le storie che le venivano raccontate dai suoi clienti. Soffriva di nostalgia di casa, le lettere dei suoi genitori erano deprimenti e di tanto in tanto veniva pedinata dai servizi segreti sovietici. L'omicidio del tenore rumeno Traian Grozăvescu è stato commentato dai clienti. La rivolta di luglio del 1927 la preoccupava molto. L'omicidio dell'ambasciatore sovietico Pyotr Voikov a Varsavia da parte del diciottenne Boris Koverda ha scatenato timori di atti di vendetta in Russia.
Nel 1927 la famiglia si trasferì a Salisburgo, città natale di Arnulf von Hoyers, dove questi assunse un incarico di insegnante. Le sue condizioni di vita migliorarono quando la casa editrice di Salisburgo Anton Pustet pubblicò i diari di Galina Djuragina, tradotti in tedesco dal marito, in forma di libro. Per proteggere i suoi parenti rimasti in Russia, adottò lo pseudonimo di Alja (Alexandra) Rakhmanova. Lo stabilimento Milchfrau di Ottakring è stato un successo. Le sue opere sono state tradotte in 22 lingue. La fabbrica degli uomini nuovi (1935) riceve il primo premio dell'Académie d'Education et d'Etudes Sociales come miglior romanzo antibolscevico.
La famiglia si trasferì in una villa a Giselakai, Arnulf von Hoyer trovò lavoro come insegnante di scuola superiore. "Il rango e il nome significavano poco per lei. Piuttosto, l'attenzione si è concentrata (...) sul puramente umano". Dopo l'annessione dell'Austria al Reich tedesco, fu espulsa dalla Camera della Letteratura del Reich, i suoi libri furono banditi perché non si adattavano all'epoca del Patto Hitler-Stalin – ma dopo l'invasione dell'Unione Sovietica, furono tradotti in russo e usati come strumento di propaganda anti-bolscevica sul fronte orientale. Quando nell'aprile del 1945 suo figlio Jurka, di 23 anni, fu fucilato dai soldati dell'Armata Rossa nelle ultime battaglie per Vienna e la sua vita fu nuovamente minacciata a causa dell'avanzata dell'esercito sovietico, fuggì in Svizzera con il marito.

### Esilio in Svizzera

Alja Rachmanova a Ettenhausen intorno al 1965

Rachmanova ha dedicato il libro One of Many alla memoria di Jurka. Vi ha descritto gli eventi dal trasferimento a Salisburgo nel 1927 fino alla morte del figlio. Arnulf von Hoyer scrisse in una lettera agli amici di Salisburgo nel 1946: "Naturalmente è molto triste per noi dover ricominciare tutto da capo, e siamo, francamente, già molto stanchi. Essere soli, senza il nostro unico figlio, è molto difficile per noi e la nostalgia di casa non ci rende la vita più facile".
Gli Hoyer si trasferirono nella loro ultima residenza il 27 gennaio 1948 a Ettenhausen, nel cantone di Turgovia. Galina scrisse biografie di romanzi di scrittori russi, che furono tradotte in tedesco da Arnulf Hoyer. Dopo la sua morte nel 1971, Alja Rakhmanova dipendeva dalle cure di un vicino. Morì all'età di 92 anni durante il già prevedibile crollo dell'Unione Sovietica e fu sepolta nel cimitero comunale di Salisburgo.
I suoi libri hanno avuto una tiratura totale di oltre due milioni di copie.

## Il suo lavoro
La vita di Alja Rachmanova è stata ritratta da lei stessa nei "romanzi documentari" (Segreti dei tartari e degli idoli, Studenti, Amore, Cheka e morte, Matrimoni nella tempesta rossa, Lattaia a Ottakring, Uno dei tanti). Solo i nomi dei protagonisti sono stati cambiati in modo riconoscibile da lei (Galina Djuragina è diventata Alja Rachmanova, Arnulf von Hoyer è diventato Otmar Wagner, tutti gli altri nomi personali sono stati certamente cambiati) e dal quartiere viennese in cui si trovava la sua bottega del latte (Währing è diventato Ottakring).
Un esame critico delle sue affermazioni autobiografiche non è stato ancora determinato ed è probabilmente ancora in sospeso, tra l'altro perché il chiaro atteggiamento antibolscevico dell'autrice l'ha screditata per la ricerca russa fino al 1990. Inoltre, i suoi manoscritti sono stati "assorbiti" dalla traduzione di Arnulf von Hoyer, per così dire, e non esistono nella versione originale russa, o solo in misura limitata.
H. Riggenbach si esprime così: "Fondamentalmente, l'eredità di Alja Rachmanova è un'eredità di famiglia: l'eredità letteraria della scrittrice esiste ancora oggi solo come simbiosi tra la sua opera letteraria e l'attività di traduzione di suo marito Arnulf von Hoyer". I dattiloscritti russi sopravvissuti erano scritti su una macchina da scrivere con lettere latine, per così dire, in trascrizione fonetica. A quanto pare Rakhmanova non ha mai avuto una macchina da scrivere con caratteri cirillici.
Alja Rachmanova lasciò in eredità il suo lascito al Cantone di Turgovia nel suo testamento. Inizialmente conservato nella Biblioteca cantonale di Turgovia e lì inventariato (inventario pubblicato nel 1998, integrato nel 2010). Nel 2013 il patrimonio è stato rilevato dall'Archivio di Stato della Turgovia, che da allora ha trasferito anche i diritti d'autore e di sfruttamento dell'opera di Rachmanova. Tra il 2015 e il 2017 le aziende sono state reindicizzate e parzialmente riorganizzate.

## Opere
- Gli studenti, l'amore, la Cheka e la morte. Diario di uno studente russo. Tradotto da Arnulf von Hoyer. Anton Pustet, Salisburgo 1931; Riedizione. Gustav Lübbe, Bergisch Gladbach 1979, ISBN 3-404-10134-0.
- Matrimoni nella Tempesta Rossa. Verlag Anton Pustet, Salisburgo, 1932 (nuova edizione Gustav Lübbe Verlag, Bergisch Gladbach 1981, ISBN 3-404-10136-7).
- Lattaia a Ottakring. Anton Pustet, Salisburgo 1933 (nuova edizione con prefazione di Dietmar Grieser: Amalthea Signum Verlag, Vienna 1997, ISBN 978-3-85002-923-0).

Queste prime tre opere furono pubblicate insieme con titoli diversi, prima come I miei diari russi (Stiria, Graz 1960), poi anche come Sinfonia della vita (Neue Schweizer Bibliothek, 1960).
- Segreti sui tartari e sugli idoli. Verlag Anton Pustet, Salisburgo 1933.
- La fabbrica dell'uomo nuovo. Salisburgo 1935.
- Sonja Tolstoj, Tragedia d'amore. Berlino 1938.
- Vera Fedorovna. Graz 1939.
- Uno dei tanti. Zurigo, 1947.
- La vita di un grande peccatore. (Dostoevskij). Zurigo 1947.
- Sonja Kowalewski. Leben und Liebe einer gelehrte Frau. Rascher, Zürich 1950. Übersetzt von Arnulf von Hoyer. OCLC 78742199.
- Jurka vive Vienna. Zurigo 1951.
- L'amore di una vita (Turgenev). Frauenfeld 1952.
- La falsa zarina. Frauenfeld 1954.
- Ettenhausen, vista con i miei occhi. In: Thurgauer Jahrbuch 29 (1954), pp. 13-20 (Digitalizzato in E-Periodica).
- All'ombra della corte dello zar (Pushkin). Frauenfeld 1957.
- Una giornata corta (Cechov). Frauenfeld 1961.
- Gli animali accompagnano la mia vita. Frauenfeld 1963.
- Piccolo villaggio e ama gli animali. In: Thurgauer Jahrbuch 38 (1963), s. 39-54 (Digitalizzato in E-periodica).
- Gli esuli. Frauenfeld 1964.
- Tchaikovsky. Destino e creazione. Paul-Neff-Verlag, Vienna 1972 (Lizenzausg.: Schweizer Volks-Buchgemeinde, Lucerna 1974).
- Lattaia a Ottakring. Prefazione di Dietmar Grieser. Amalthea, Vienna 1997, ISBN 3-85002-396-6 (La copia della targa commemorativa è presa anche dal retro della copertina (foto Votava)).
- Salisburgo è bella anche con la neve e la nebbia. Diari dal 1942 al 1945. Tradotto e curato da Heinrich Riggenbach. Salisburgo 2015, ISBN 978-3-7013-1230-6.

### In italiano
- Matrimoni nella bufera rossa, ed. Bemporad, 1936
- La fabbrica degli uomini nuovi, ed. Bemporad, 1937
- Lattaia a Ottakring, ed. Bemporad, 1937
- Studenti, amore, Ceka e morte, ed. Bemporad, 1937
- Una fanciulla fra i Tartari della Russia, ed. Bemporad, 1938
- Leone Tolstoi. Tragedia del suo matrimonio, ed. Sperling & Kupfer, 1939
- Wera Fedorowna, ed. Baldini & Castoldi, 1940
- Paradiso o inferno? (La vita quotidiana nell'U.R.S.S.), ed. La verità, 1942
- All'ombra della corte degli Zar, ed. Baldini & Castoldi, 1961